# Шмаин, Илья Хананович
Илья Хананович Шмаин (20 мая 1930, Одесса — 13 января 2005, Москва) — узник ГУЛАГа, в начале 1970-х годов вел тайный богословский семинар на дому в Москве, затем стал православным священником.

## Биография
Родился в еврейской семье, отец — кинорежиссёр Ханан Моисеевич Шмаин, его матерью была Лия Львовна Бродзинская, преподаватель литературы на идише. Позже семья перебралась в Москву.
После окончания школы поступил на механико-математический факультет МГУ. Ещё до этого, в последнем классе школы, он стал участником так называемого «Кружка Кузьмы» — это был кружок молодежи, интересовавшейся литературой, философией и религией, «Кузьма» — прозвище его лидера Анатолия Бахтырева. Несмотря на аполитичность, этот кружок привлек внимание органов МГБ. В него был внедрен осведомитель МГБ Феликс Карелин. В декабре 1948 года и январе 1949 года члены кружка — Бахтырев (который перед этим был призван в армию), Шмаин, В. А. Красин, Е. Б. Федоров, И. И. Калина, а также осведомитель Ф. Карелин (он признался членам кружка в том, что является осведомителем, и написал заявление о прекращении сотрудничества с МГБ) — были арестованы по обвинению в антисоветской агитации и участии в контрреволюционной организации.
Особое совещание при МГБ приговорило Шмаина к 8 годам лагерей. Срок он отбывал в Вятлаге. Первый год работал на общих работах на лесоповале, затем был стрелочником, бондарем, фельдшером в лагерной больнице, контрабасистом в лагерном оркестре. Находился в заключении до 1954 года, когда был реабилитирован и освобождён.
Сразу после освобождения женился на Марии Валентиновне Житомирской, дочери Валентина Константиновича Житомирского, известного учёного в области авиационного моторостроения и переводчика, с которой познакомился ещё до ареста. Восстановился за заочном отделении Механико-математического факультета МГУ, который окончил в 1962 году (во время учёбы работал рабочим на заводе), работал в во Всесоюзном институте научно-технической информации как специалист в области математической логики, формальной лингвистики и разработки языков программирования.
В 1963 году принял православное крещение, с 1970 года тайно вёл богословский семинар на дому, тайно встречался с приезжавшим в Москву митрополитом Антонием (Блумом) и распространял его проповеди. Многие из молодых людей, которые были участниками семинара Ильи Шмаина, впоследствии стали священниками.
В 1975 году, после безуспешных попыток стать священником, что в СССР для еврея с высшим образованием было тогда практически невозможно, Илья Шмаин с семьёй эмигрировал в Израиль. В 1980 году в Париже он был рукоположён архиепископом Георгием (Тарасовым) и стал священником Западноевропейской Русской архиепископии юрисдикции Константинопольского Патриархата. Живя в Израиле, Илья был первым и единственным в истории этой страны православным женатым священником-членом Святогробского братства: в ночь на каждое воскресенье он служил литургию на Гробе Господнем. При этом он продолжать работать программистом в Институте Вейцмана в Реховоте.
В 1983 году отец Илья с семьёй перебрался во Францию, где он сначала служил в храме Всемилостивого Спаса в Аньере под Парижем, а затем, с 1990 года — в Успенском храме на русском кладбище Сент-Женевьев-де-Буа. В 1993 году отец Илья с семьёй вернулся в Россию и в 1997 году было получено согласие Западноевропейской архиепископии на его переход в юрисдикцию Московского Патриархата.
С 1997 года служил в московском храме Петра и Павла у Яузских ворот. В 2001 году тяжело заболел, но продолжал служить до самой смерти. Похоронен на кладбище при музее-усадьбе «Поленово».

## Семья
Жена — Мария Валентиновна Житомирская, археолог, внучка филолога К. Г. Житомирского.
- Дочь — Анна Ильинична Шмаина-Великанова (род. 1955), доктор культурологии, религиевед, библеист, преподаватель московских богословских вузов[8].